# Northwest Division (NBA)
Die Northwest Division ist eine Division der Western Conference in der nordamerikanischen Basketball-Liga National Basketball Association (NBA), die fünf Teams beinhaltet. Der Divisionssieger erhält seit der Saison 2021/22 die Sam-Jones-Trophäe.
Die Heimatstädte der Teams der Northwest Division befinden sich im dünn besiedelten Nordwesten der USA von Oregon, über Utah bis Colorado, aber auch in Oklahoma und in Minnesota, dem westlichsten Franchise der im Mittleren Westen angesiedelten Teams.
In der NBA war die Einführung der Northwest Division im Zuge der Erweiterung der Liga notwendig geworden: Zum Start der Saison 2004/05 gab es in den beiden Conferences zu viele Mannschaften für nur zwei Divisions. Die Teams der Pacific Division und der Midwest Division, die infolgedessen aufgelöst wurde, wurden auf die Northwest Division und Southwest Division verteilt. In der Eastern Conference wurde parallel dazu die Southeast Division eingeführt.

## Teams
Folgende Teams spielen in der Northwest Division:
- Denver Nuggets
- Minnesota Timberwolves
- Oklahoma City Thunder
- Portland Trail Blazers
- Utah Jazz

## Gewinner
| Jahr | Name                  |
| ---- | --------------------- |
| 2005 | Seattle SuperSonics   |
| 2006 | Denver Nuggets        |
| 2007 | Utah Jazz             |
| 2008 | Utah Jazz             |
| 2009 | Denver Nuggets        |
| 2010 | Denver Nuggets        |
| 2011 | Oklahoma City Thunder |
| 2012 | Oklahoma City Thunder |

| Jahr | Name                   |
| ---- | ---------------------- |
| 2013 | Oklahoma City Thunder  |
| 2014 | Oklahoma City Thunder  |
| 2015 | Portland Trail Blazers |
| 2016 | Oklahoma City Thunder  |
| 2017 | Utah Jazz              |
| 2018 | Portland Trail Blazers |
| 2019 | Denver Nuggets         |
| 2020 | Denver Nuggets         |

| Jahr | Name                  |
| ---- | --------------------- |
| 2021 | Utah Jazz             |
| 2022 | Utah Jazz             |
| 2023 | Denver Nuggets        |
| 2024 | Oklahoma City Thunder |
| 2025 | Oklahoma City Thunder |